# 素焼き

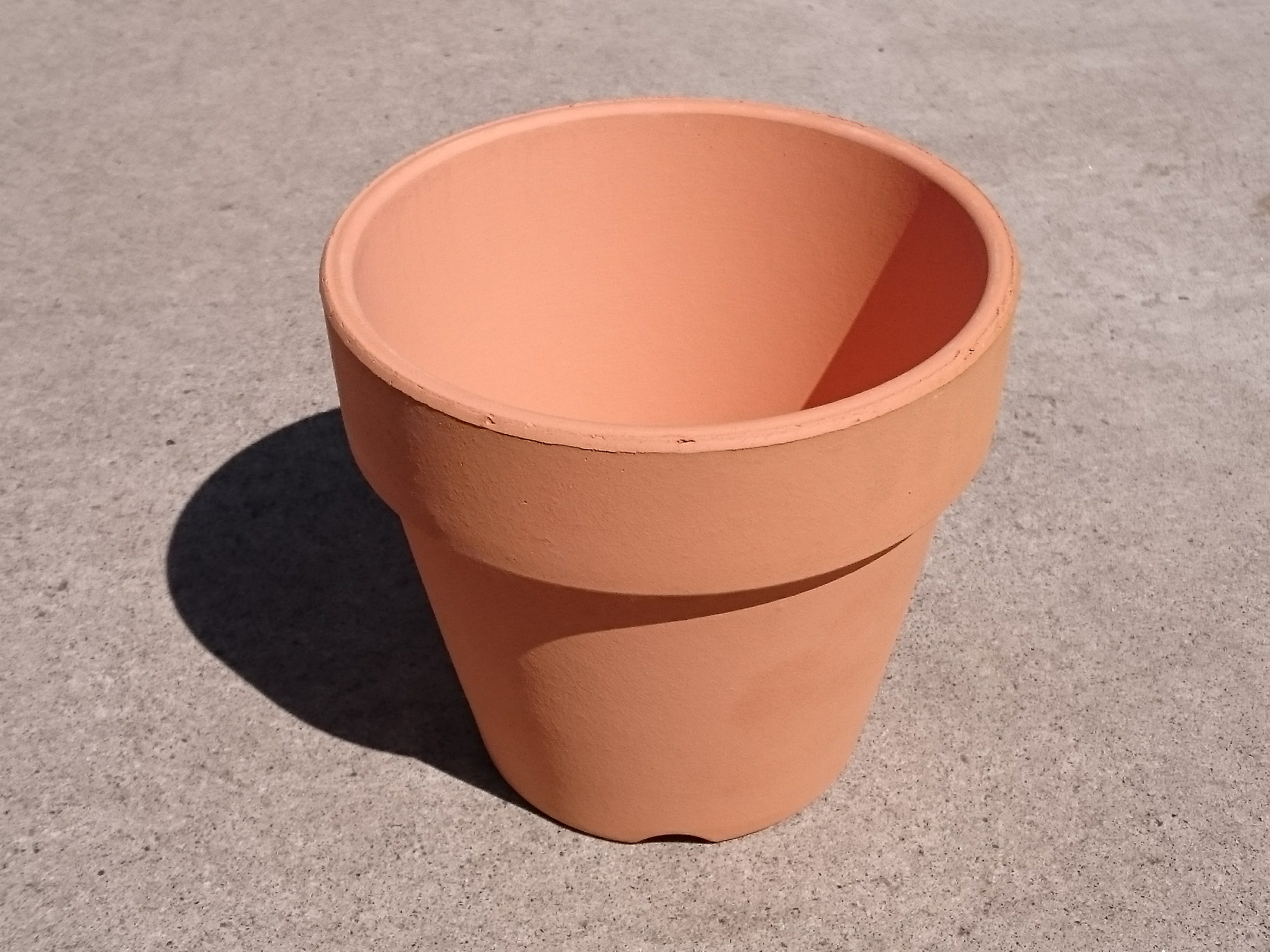
素焼きの植木鉢

素焼きあるいは素焼（すやき、羅: terra cocta、伊: terra cotta、英: terracotta、テラコッタ）とは、
- 粘土を、釉薬をかけないまま、（焼き物としては）比較的低い温度で軽く焼き固める（焼成する）方法、およびそうしてできた焼き物のこと。釉を施さずに焼いた陶器。
- 最終的には釉薬をほどこした陶磁器を作る場合に、「本焼き」に入る前の段階として、成形した粘土を、一旦釉薬をかけずに焼き固めることや、そうしてできたもののこと。

## 概要
「素の」（＝釉薬で覆っていない）やきもの、という意味の用語である。素焼きは、まず粘土を整形し、乾燥させ、釉薬をかけないまま、焼き固めることであり、そうして出来た焼き物のことである。日本語の「素焼き」と欧米の「テラコッタ」は、ほとんどの場合、まったく同種のものを指している。
焼く間に、粘土に含まれる鉄分が酸素と反応するので（酸化鉄ができるので）、赤みがかった色になることが一般的であるが、（粘土の質や様々な条件により）黄色・オレンジ色・赤っぽい色・（いわゆる）「テラコッタ色」・茶色・やや灰色がかった色など、様々な色がありうる。素焼きのものは、高温で焼かれた焼き物に比べると、概して軟質であり壊れやすい。
歴史
古代から世界各地で素焼きのものが作られてきた。メソポタミア、古代ギリシア、エトルリアにおいても焼かれた。古代ギリシアのタナグラ人形、中国の俑 (よう)、日本の土偶や埴輪は素焼き（テラコッタ）の例である。日本の古代の縄文土器や弥生土器もまた、素焼きの一種である（他の素焼き同様に、軟質であり、壊れやすい）。
（ヨーロッパでは）15世紀に復興し、現在も盛んに作られている。

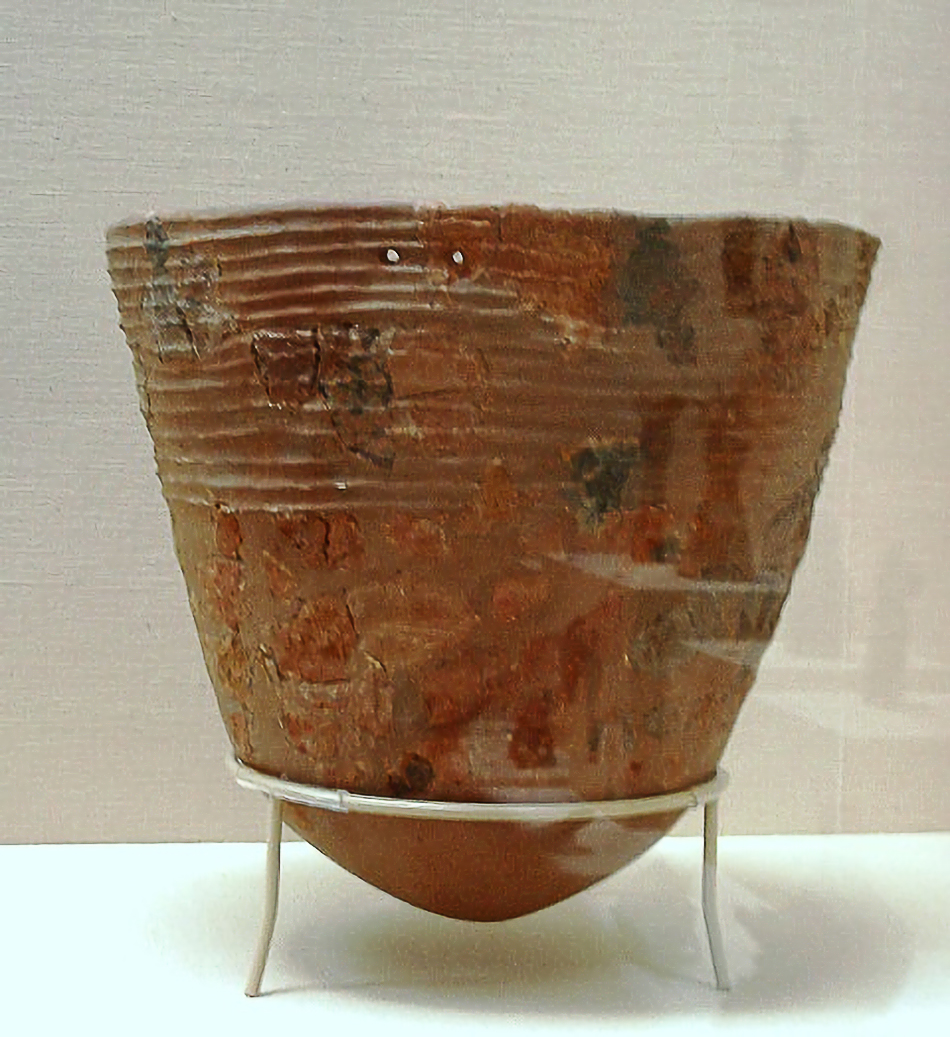
縄文の草創期の土器。紀元前11000-7000年ころのものと推定されている（横浜市都筑区の花見山遺跡出土。東京国立博物館所蔵。）
紀元前11世紀ころにen:Amlash culture（現在のイランにあたる場所にあった文化・文明）によって作られたと推定されている素焼きのジャー（液体入れ）
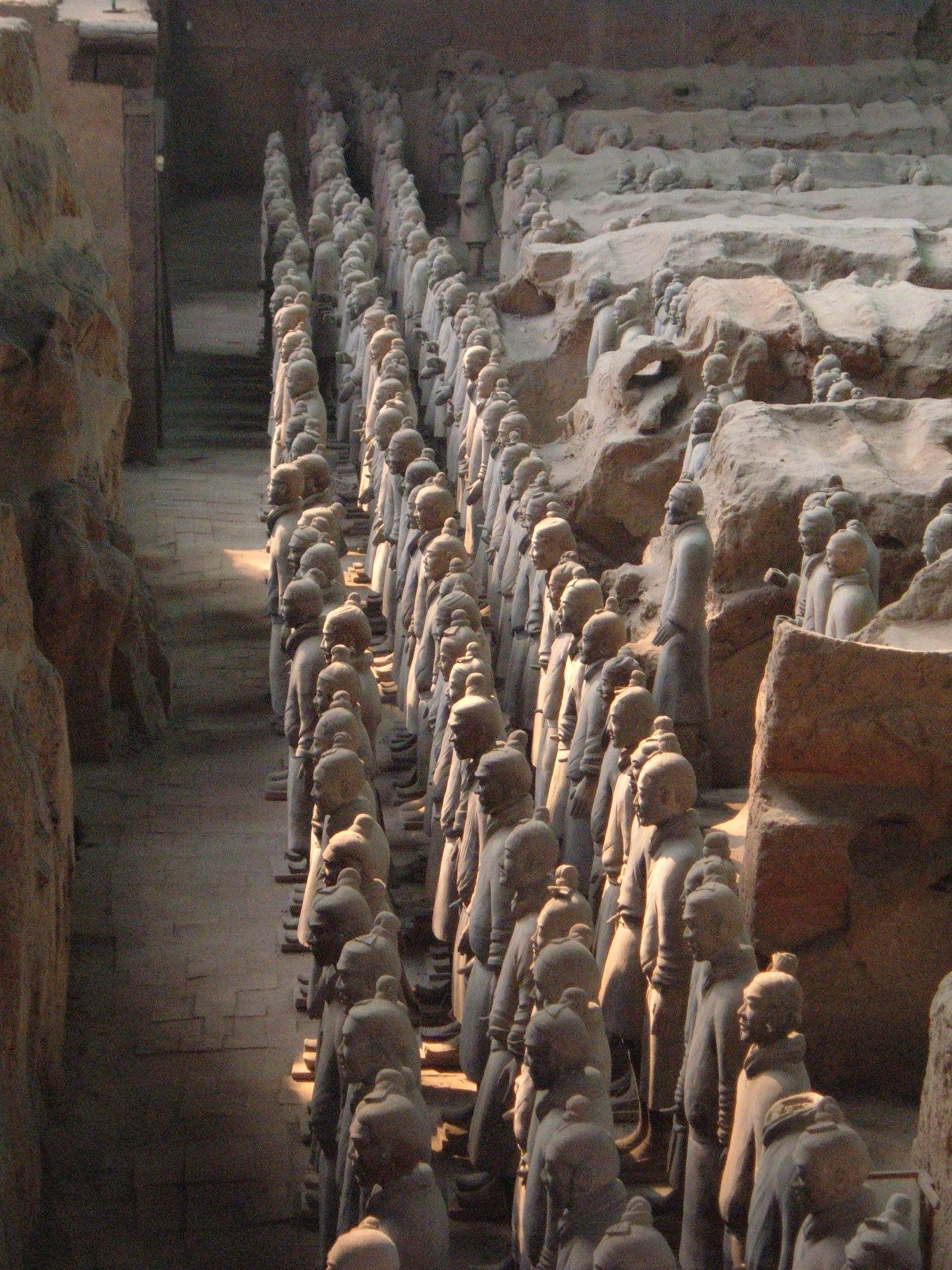
秦の始皇帝の兵馬俑坑に並ぶ、素焼き製の兵士像。（紀元前3世紀前後に作られたと推定されている。）
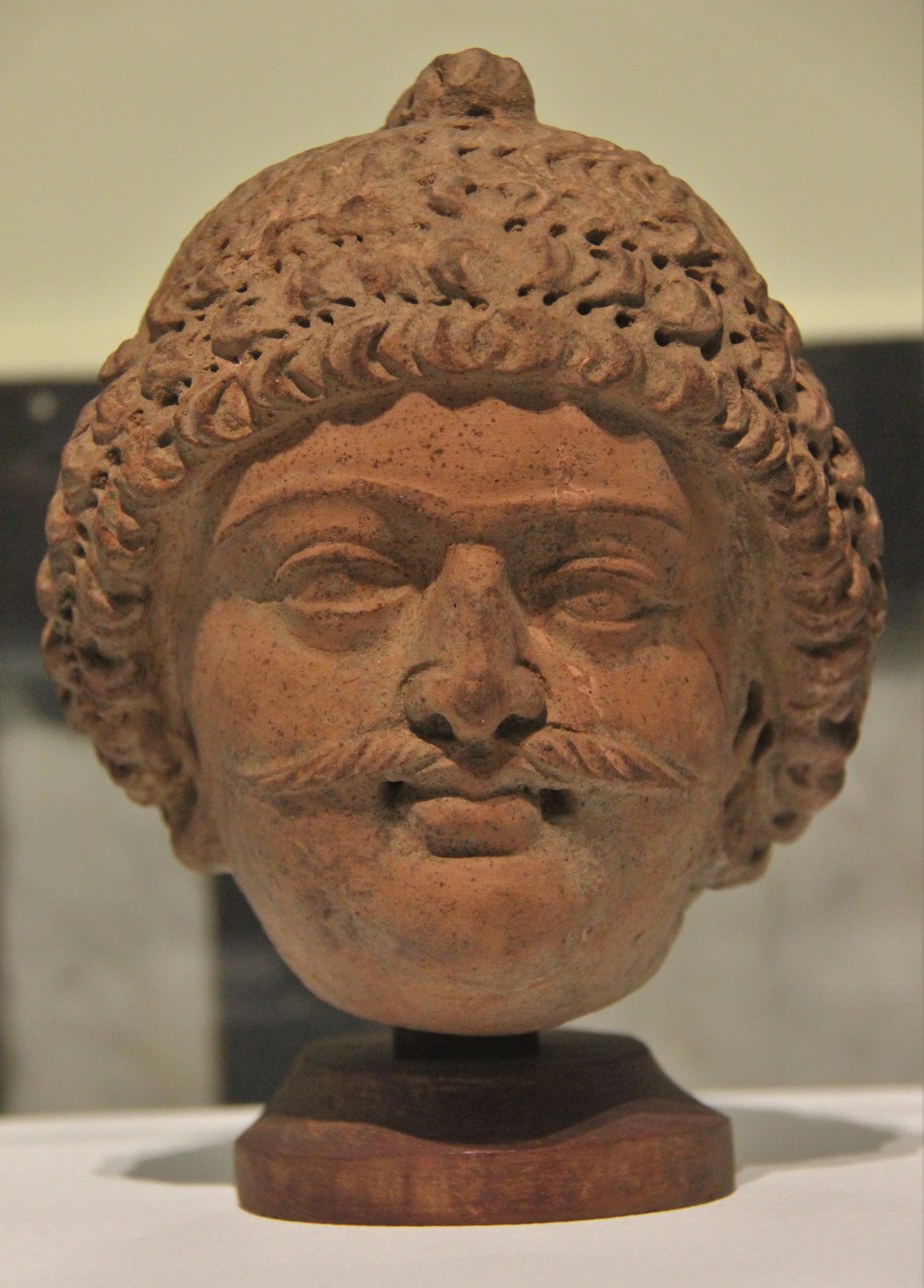
6世紀ころのものと推定される素焼きの頭像。インド、ジャンムーにあるen:Akhnoorの遺跡から出土。（en:Chhatrapati Shivaji Maharaj Vastu Sangrahalaya博物館所蔵）

焼成温度
歴史的なもの、考古学的なもの（遺跡から考古学的に発掘したもの）の素焼きでは、600 °Cという低温で焼かれていたものも存在する。典型的な温度は1,000 °C 前後である。
なお「本焼き」の前に行う「素焼き」の温度は、現代では、地域や国ごとに違いがある。日本では素焼きが800°C前後で行われることがある。それに対して、ベルギーの美術学校の陶芸コースにおいては、より高い温度に設定しており、950 °Cで行われていることが多く、さらに理想的には1060°Cが最適な温度だと考えられている。ベルギーの専門家によると、おそらく土地ごとの粘土の性質の違いが原因であり、ベルギーで使っている粘土内部に含む何らかの成分をガスとしてしっかり出しておくためには（少なくとも）950 °Cにする必要があり、この温度に達しないと失敗の原因となり得、加えて「900°C以下は考えられない」と言及した。
（「本焼き」の前段階ではなく、完成品と見なされる素焼きの）用途
素焼きは古くから様々な用途に用いられてきた。
植木鉢として世界各地で使用されている。素焼きの多くは多孔質であり保水性や透過性などに富む。また、孔によって表面積が広く、染み込んだものがよく蒸発するので、アロマテラピーの精油を含ませる円盤としても使われている。水を含ませた素焼きの小片を密閉容器内に置く事で一種の「保湿剤」のようにも使われる。また素焼きの乾いた小片は適度に湿度の吸収と放出を行うので、湿度調整具としても用いられる（素焼き製の手巻きタバコの湿度調整用品などもある。）。他にも日本では「かわらけ」などとも呼ばれ、かつては酒を飲む皿（浅いうつわ）として用いて、儀式などで用いられたり、また宴会では「使い捨てのうつわ」として気軽に用いられた。かわらけ投げと言って、壊れるのを承知の上で、縁起をかつぐなどして投げる用途でも使用されている。